# Afanassi Ordín-Nasxokin
Afanassi Ordín-Nasxokin   (Opochka, 1605 - Pskov, 1680), nom complet amb patronímic Afanassi Lavréntievitx Ordín-Nasxokin, rus: Афанасий Лаврентьевич Ордин-Нащокин, fou un diplomàtic i polític rus. Va ser funcionari i governador al Possolski Prikaz (Departament d'Exteriors) de 1667 a 1671 i monjo sota el nom d'Antoni. Va ser el precursor de Pere I de Rússia pel que fa a l'obertura de Rússia cap a l'exterior.

## Biografia
Afanassi Ordín-Nasxokin va ser un dels més prestigiosos estadistes del segle xvii. La seva carrera no va conèixer precedent en la història de Rússia, ja que va ser la primera personalitat sorgida de la petita noblesa que obtingué el títol de boiar i exercí les més altes funcions de l'estat sense haver estat elegit pels seus vincles familiars sinó per causa de les seves aptituds personals i el seu coneixement d'un gran nombre de matèries. Home incorruptible, va fer gala d'una gran rectitud moral i intel·lectual.

### Inici de la seva carrera
Era fill de pobre funcionari de Pskov, desitjós de veure els seus fills estudiar llatí, alemany i matemàtiques. Afanassi va entrar en l'exèrcit amb quinze anys, i després d'això li va ser encarregat de dirigir una missió diplomàtica a Moldàvia per tal d'adquirir experiència i les informacions necessàries sobre els polonesos, els turcs, i els cosacs i tàtars de Crimea. El 1642 s'inicià en les funcions públiques, negociant noves delimitacions de la fronteres russosueques després del tractat de Stolbovo, signat el 27 de febrer de 1617 i que va posar fi a la Guerra d'Íngria (1610 - 1617).
Nomenat per l'alt comandament, participà en la Guerra russosueca (1656-1658), on va fer mostra d'una gran habilitat. Ja en aquesta època Ordín-Nasxokin gaudia d'una reputació excel·lent a Rússia, i comprenia perfectament la cultura i els problemes alemanys. Va ser un dels primers russos que va adquirir llibres estrangers -més de seixanta-nou obres llatines li van ser enviades durant un cert període.
Durant la dècada del 1650, Ordín-Nasxokin va ser oficial a l'exèrcit i va ocupar diversos càrrecs de governador a diferents gubèrnies de l'oest de Rússia. L'enginy que va mostrar amb l'ocasió de la revolta de Pskov de 1650 va atreure sobre ell l'atenció del jove Aleix I. Gràcies a la seva influència personal, el futur diplomàtic aconseguí controlar aquest aixecament.

### Carrera diplomàtica
En 1657, Aleix I el nomena ministre plenipotenciari a càrrec de les negocis amb els suecs sobre el riu Narva. En el marc d'aquestes negociacions, mitjançant la seva clarividència, va ser l'únic estadista rus que va comprendre la importància de les costes del mar Bàltic per a Rússia i, tot i l'obstinació gelosa dels seus col·legues, va signar el 20 de desembre de 1658 el Tractat de Valiesar pel qual Rússia va ser autoritzada a conservar durant tres anys els territoris conquistats en la Guerra russosueca (1656-1658), és a dir, Livònia (regió que correspon actualment a Letònia, Estònia, Koknese, Alūksne, Tartu, Sirensk). Pels seus serveis a Rússia, Aleix I l'eleva al rang de dumni dvorianín (conseller pertanyent a la noblesa).
En 1660, Ordín-Nasxokin fou humiliat per la fugida del seu fill Voin Afanàsssievitx a l'Europa occidental. Aquest, com el seu pare, havia estudiat llengües estrangeres i diplomàcia. Afligit, el pare va presentar la seva dimissió al tsar, però Aleix I refusà separar-se del seu preuat estadista, i rebutjà igualment fer-li carregar el pes de les faltes comeses pel seu fill. Ordín-Nashchokin va continuar negociant per posar fi a la guerra amb Polònia. Va ser nomenat governador de Pskov i  okólnitxi  (rang de noblesa immediatament inferior al de boiar).
En 1680, Ordín-Nasxokin va ser nomenat cap de la delegació plenipotenciària encarregada de transformar el tractat de Valiesar signat el 20 desembre 1658 en una pau permanent. Va fer conèixer la seva visió de perllongar aquesta treva amb Suècia. Carles II d'Anglaterra es va oferir per intervenir i va proposar una conversa de pau. Ordín-Nasxokin va posar l'accent sobre la importància que Livonia tenia per al desenvolupament del comerç de Rússia. Davant el rebuig suec, va abandonar les negociacions, les quals acabarien al tractat de Kardis signat el 1661 entre el Tsarat Rus i l'Imperi Suec, segons el qual Rússia cedia a Suècia tots els territoris conquistats. De la mateixa manera tots els navilis construïts en tsarèvitx-Dmítriev serien destruïts (s'havien construït en un drassana creada per Ordín-Nasxokin). Aquesta pau va mantenir els acords territorials del tractat de Stolbovo.
Ordín-Nasxokin dirigir els preparatius del congrés avortat de Durovitxa, que hauria d'haver-se reunit el 1664, amb el qual pretenia finalitzar les hostilitats entre russos i polonesos (Guerra russopolonesa (1654-1667)). Per la seva obstinació i les seves grans competències, el Tractat d'Andrússovo, signat el 30 de gener de 1667 per Afanassi Ordín-Nasxokin i el polonès Jerzy Chlebowicz, va ser molt avantatjós per a Rússia, atès que Polònia hagués de cedir a Moscou la ciutat de Smolensk, el voivodat de Czernikow i el control del marge esquerre d'Ucraïna. De retorn a Rússia, Aleix I el va elevar al rang de boiar de primera classe, i rebé el càrrec de cap del Posolski Prikaz (Departament d'Exteriors) amb el títol de Guardià del Gran Segell del tsar i director de les oficines imperials. Va ser, comparativament, el primer canceller de Rússia. En 1667, li va ser encarregat pel tsar l'anunci a totes les potències estrangeres de la signatura de la pau i la conclusió dels acords comercials i diplomàtics amb Rússia.
Ordín-Nasxokin va ser el primer que va abolir el pesat sistema de peatges sobre les importacions i les exportacions, i creà una associació de comerciants per tal de promoure les relacions comercials entre Suècia i Rússia. També va elaborar un sistema postal entre Rússia, Curlàndia i Polònia, i introduí també els diaris estrangers després de ser traduïts i els bitllets de canvi a Rússia. Va augmentar el nombre d'ambaixades russes a l'estranger. El seu nom està també associat a la construcció dels primers vaixells mercants als rius Dvinà Occidental i al Volga.

### Declivi

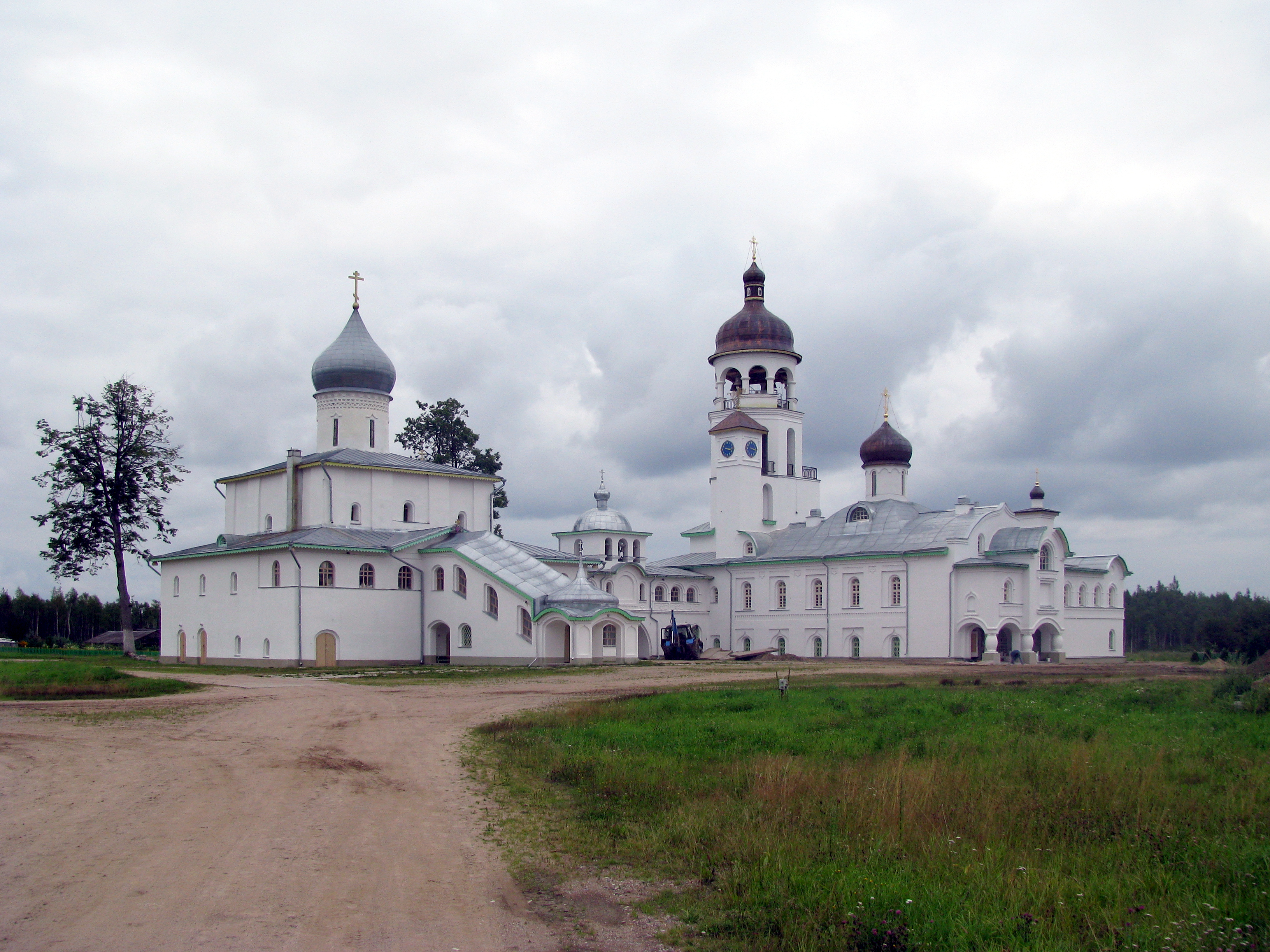
Monestir de Kripetski a l'óblast de Pskov

Durant tota la durada de la seva carrera política, Ordín-Nasxokin hagué de dur a terme una estreta i constant lluita contra la rutina, i igualment contra el recel que trobava entre els boiars i clergues del Consell. Les seves exigències acabaren per irritar Aleix I. A més, havia canviat la política exterior de Rússia. Al contrari que el tsar, considerava a Polònia l'aliada natural de Rússia, mentre que Suècia havia de seguir considerant-se un enemic.
En 1671, Artamon Matvéiev es va convertir en el nou favorit d'Aleix I de Rússia. El 1672, Ordín-Nasxokin va ser notificat del seu cessament per Aleix I de Rússia.

## Defunció
Afanassi Ordín-Nasxokin es va retirar al monestir de Kripetski, situat a 23 km de Pskov. Va prendre l'hàbit monàstic i el nom d'Antoni. En 1679, va fer una breu aparició, amb ocasió de les negociacions amb Polònia però tornaria a viure centrat en les obres pietoses al seu monestir, on li sobrevindria la mort el 1680.